# Liste des chansons d'Ha*Ash

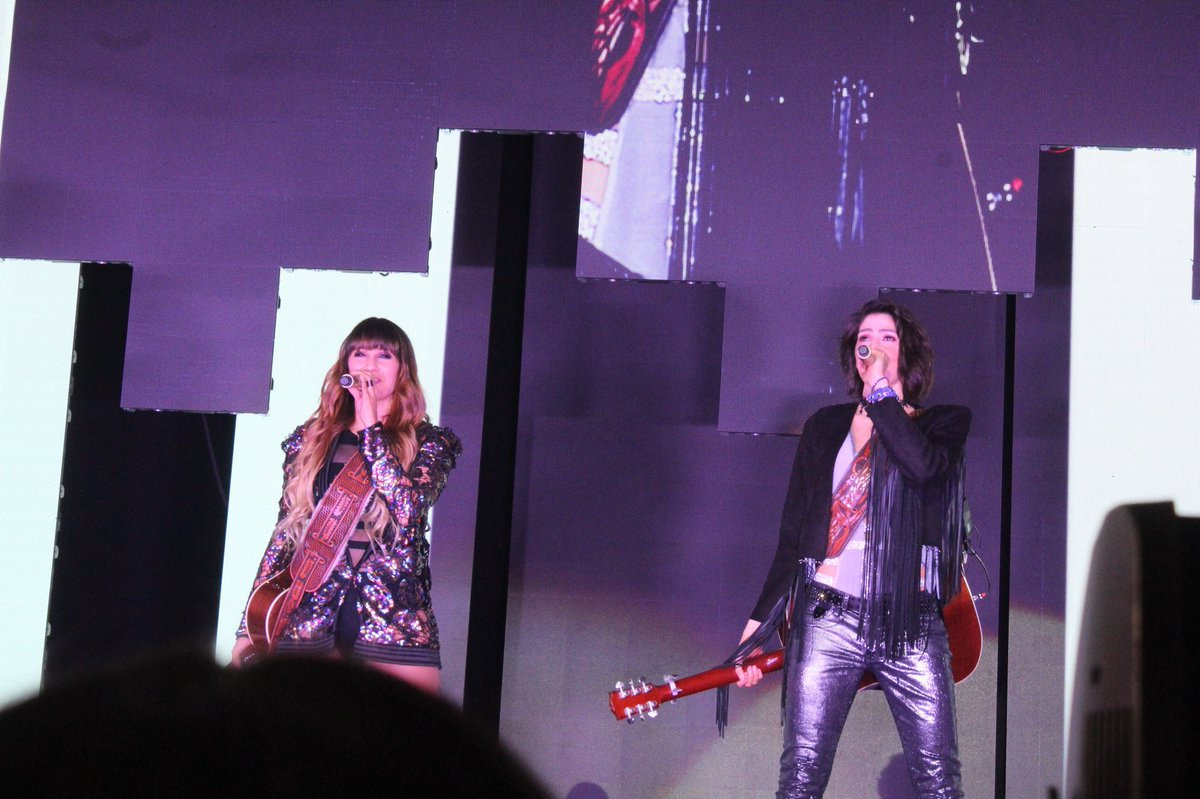
Ha*Ash

Ha*Ash est groupe de musique pop latino américain. La liste ci-dessous contient l'ensemble des chansons du groupe et des reprises du groupe sorties sur leurs albums studio, albums live, EPs et singles. Cette liste ne contient pas les reprises que le groupe a joué lors de ses concerts et qui n'ont pas été éditées.
Voici la liste détaillée des chansons de Ha*Ash, incluant les reprises apparaissant sur leurs albums ou singles. La liste est présentée ici par ordre alphabétique, avec l'année de parution des chansons et leur(s) auteur(s).
|  | chanson             |
|  | single              |
|  | single promotionnel |
|  | reprise             |

- Haut – A
- B
- C
- D
- E
- F
- G
- H
- I
- J
- K
- L
- M
- N
- O
- P
- Q
- R
- S
- T
- U
- V
- W
- X
- Y
- Z
- 0-9

## A
| Titre                   | Année | Parution                              | Auteur(s)                                                                                         |
| ----------------------- | ----- | ------------------------------------- | ------------------------------------------------------------------------------------------------- |
| A Media Luz             | 2008  | Habitación Doble                      | Bárbara Muñoz, Claudia Brant, Rafael Esparza                                                      |
| Adiós Amor              | 2018  | Spotify Singles                       | Salvador Garza                                                                                    |
| Aléjate de Mi Hermana   | 2005  | Mundos Opuestos                       | Áureo Baqueiro, Salvador Rizo                                                                     |
| Already Home            | 2008  | Habitación Doble                      | Ashley Grace Pérez, Hanna Nicole Pérez, Blair Daly, Troy Verges                                   |
| Already Home (espagnol) | 2009  | Habitación Doble (deluxe)             | Ashley Grace Pérez, Hanna Nicole Pérez                                                            |
| Amor a Medias           | 2005  | Mundos Opuestos                       | Áureo Baqueiro, Salvador Rizo                                                                     |
| At Last                 | 2015  | Primera Fila: Hecho Realidad (deluxe) | Mack Gordon, Harry Warren                                                                         |
| Aunque No Estés Aquí    | 2008  | Habitación Doble                      | Hanna Nicole Pérez, Encarnita García, Hugo Lira, Thomas Gustafsson, Hanne Sorvaag, Ian Paolo Lira |

## C
| Titre              | Année | Parution                 | Auteur(s)                                              |
| ------------------ | ----- | ------------------------ | ------------------------------------------------------ |
| Camina Conmigo     | 2011  | A Tiempo                 | Claudia Brant, José Luis Ortega                        |
| Código Postal      | 2006  | Mundos Opuestos (deluxe) | Carlos de Yarza, Carlos Ponce                          |
| Corazón Irrompible | 2017  | 30 de Febrero            | Ashley Grace Pérez, Hanna Nicole Pérez, Yoel Henríquez |
| Cree y Atrévete    | 2009  | –                        | Ashley Grace Pérez, Hanna Nicole Pérez                 |

## D
| Titre                | Année | Parution                     | Auteur(s)                                                |
| -------------------- | ----- | ---------------------------- | -------------------------------------------------------- |
| De Dónde Sacas Eso   | 2011  | A Tiempo                     | Ashley Grace Pérez, Hanna Nicole Pérez, José Luis Ortega |
| Deja de Llover       | 2003  | Ha*Ash                       | Áureo Baqueiro                                           |
| Destino o Casualidad | 2019  | En Vivo                      | Melendi                                                  |
| Dos Copas de Más     | 2014  | Primera Fila: Hecho Realidad | Ashley Grace Pérez, Hanna Nicole Pérez, Pablo Preciado   |

## E
| Titre                | Année | Parution                     | Auteur(s)                                                            |
| -------------------- | ----- | ---------------------------- | -------------------------------------------------------------------- |
| Eso No Va a Suceder  | 2017  | 30 de Febrero                | Ashley Grace Pérez, Hanna Nicole Pérez, Edgar Barrera                |
| Esta Mujer           | 2008  | Habitación Doble             | Ashley Grace Pérez, Hanna Nicole Pérez, Leonel García                |
| Estés en Donde Estés | 2003  | Ha*Ash                       | Áureo Baqueiro, Salvador Rizo                                        |
| Ex de Verdad         | 2014  | Primera Fila: Hecho Realidad | Ashley Grace Pérez, Hanna Nicole Pérez, Beatriz Luengo, Antonio Rayo |
| Extraña en La Ciudad | 2003  | Ha*Ash                       | Áureo Baqueiro, Fernando González, Mónica Velez                      |
| Extraños             | 2017  | 30 de Febrero                | Ashley Grace Pérez, Hanna Nicole Pérez, Yoel Henríquez               |

## F
| Titre           | Année | Parution | Auteur(s)                                              |
| --------------- | ----- | -------- | ------------------------------------------------------ |
| Faltas Tú       | 2011  | A Tiempo | Áureo Baqueiro                                         |
| Frente a Frente | 2011  | A Tiempo | Ashley Grace Pérez, Hanna Nicole Pérez, Rafael Vergara |

## H
| Titre                   | Année | Parution                     | Auteur(s)                                              |
| ----------------------- | ----- | ---------------------------- | ------------------------------------------------------ |
| Hasta Que Llegaste Tú   | 2008  | Habitación Doble             | Ashley Grace Pérez, Hanna Nicole Pérez, Rafael Vergara |
| Hasta Que Regreses      | 2016  | –                            | Ashley Grace Pérez, Hanna Nicole Pérez                 |
| His Eyes on the Sparrow | 2014  | Primera Fila: Hecho Realidad | Civilla D. Martin, Charles H. Gabriel                  |
| Hoy No Habrá Mañana     | 2005  | A Tiempo (deluxe)            | Ashley Grace Pérez, Hanna Nicole Pérez, Áureo Baqueiro |

## I
| Titre        | Année | Parution | Auteur(s)                                              |
| ------------ | ----- | -------- | ------------------------------------------------------ |
| Impermeable  | 2011  | A Tiempo | Áureo Baqueiro, Daniela Blau                           |
| Irremediable | 2011  | A Tiempo | Ashley Grace Pérez, Hanna Nicole Pérez, Rafael Vergara |

## L
| Titre               | Année | Parution                     | Auteur(s)                                                |
| ------------------- | ----- | ---------------------------- | -------------------------------------------------------- |
| Labios Partidos     | 2008  | Habitación Doble             | Raúl Ornelas, César Lazcano Malo                         |
| Latente             | 2010  | –                            | Ashley Grace Pérez, Hanna Nicole Pérez, Tirzah Huerta    |
| Llueve Sobre Mojado | 2017  | 30 de Febrero                | Ashley Grace Pérez, Hanna Nicole Pérez, Edgar Barrera    |
| Lo Aprendí de Ti    | 2014  | Primera Fila: Hecho Realidad | Ashley Grace Pérez, Hanna Nicole Pérez, José Luis Ortega |
| Lo Que Yo Sé de Ti  | 2008  | Habitación Doble             | Ashley Grace Pérez, Hanna Nicole Pérez, Leonel García    |

## M
| Titre                   | Année | Parution                    | Auteur(s)                                                                              |
| ----------------------- | ----- | --------------------------- | -------------------------------------------------------------------------------------- |
| Malas Costumbres        | 2008  | Habitación Doble            | Ashley Grace Pérez (espagnol), Hanna Nicole Pérez (espagnol), Bryan Keith, Don Goodman |
| Más Perfecta Que Normal | 2005  | Mundos Opuestos             | Ashley Grace Pérez, Hanna Nicole Pérez                                                 |
| Me Entrego a Ti         | 2005  | Mundos Opuestos             | Soraya                                                                                 |
| Me Gustas Tú            | 2017  | 30 de Febrero               | Ashley Grace Pérez, Hanna Nicole Pérez, Andy Clay, Daniel Santacruz                    |
| Me Niego a Olvidarte    | 2008  | Habitación Doble            | Erika Ender, Rafael Esparza                                                            |
| Milagros de Ocasión     | 2003  | Ha*Ash                      | Áureo Baqueiro                                                                         |
| Mujer Contra Mujer      | 2010  | Tributo a Ana, José y Nacho | José María Cano, Pierre Grosz                                                          |

## N
| Titre                | Année | Parution                              | Auteur(s)                                                            |
| -------------------- | ----- | ------------------------------------- | -------------------------------------------------------------------- |
| No Me importa        | 2017  | 30 de Febrero                         | Ashley Grace Pérez, Hanna Nicole Pérez, Edgar Barrera                |
| No Pasa Nada         | 2017  | 30 de Febrero                         | Ashley Grace Pérez, Hanna Nicole Pérez, José Luis Ortega             |
| No Soy Yo            | 2015  | Primera Fila: Hecho Realidad (deluxe) | Ashley Grace Pérez, Hanna Nicole Pérez, Leonel García                |
| No Te Puedo Enamorar | 2005  | Mundos Opuestos                       | Ashley Grace Pérez, Hanna Nicole Pérez, Áureo Baqueiro, Carla García |
| No Te Quiero Nada    | 2008  | Habitación Doble                      | Áureo Baqueiro                                                       |
| No Tiene Devolución  | 2014  | Primera Fila: Hecho Realidad          | Ashley Grace Pérez, Hanna Nicole Pérez, Tirzah Huerta, Julio Ramírez |

## O
| Titre       | Année | Parution      | Auteur(s)                                              |
| ----------- | ----- | ------------- | ------------------------------------------------------ |
| Odio Amarte | 2003  | Ha*Ash        | Ashley Grace Pérez, Hanna Nicole Pérez, Áureo Baqueiro |
| Ojalá       | 2017  | 30 de Febrero | Ashley Grace Pérez, Hanna Nicole Pérez, Pablo Preciado |

## P
| Titre          | Année | Parution                              | Auteur(s)                                                    |
| -------------- | ----- | ------------------------------------- | ------------------------------------------------------------ |
| Paleta         | 2017  | 30 de Febrero                         | Ashley Grace Pérez, Hanna Nicole Pérez, Camilo, Mau Montaner |
| Pedazos        | 2015  | Primera Fila: Hecho Realidad (deluxe) | Soraya                                                       |
| Perdón, Perdón | 2014  | Primera Fila: Hecho Realidad          | Ashley Grace Pérez, Hanna Nicole Pérez, José Luis Ortega     |
| Pobre Diabla   | 2005  | Mundos Opuestos                       | Amerika Amerika, Claudia Brant                               |
| Prefiero       | 2003  | Ha*Ash                                | Áureo Baqueiro                                               |
| Punto Final    | 2008  | Habitación Doble                      | Ashley Grace Pérez, Hanna Nicole Pérez, Erika Ender          |

## Q
| Titre                  | Année | Parution                              | Auteur(s)                                                            |
| ---------------------- | ----- | ------------------------------------- | -------------------------------------------------------------------- |
| Que Haré Con Este Amor | 2011  | A Tiempo                              | Alejandra Alberti, Ignacio Morales                                   |
| Qué Más Da             | 2014  | Primera Fila: Hecho Realidad          | Ashley Grace Pérez, Hanna Nicole Pérez, Tirzah Huerta, Julio Ramírez |
| Quédate Conmigo        | 2005  | Mundos Opuestos                       | Áureo Baqueiro, Fernando González                                    |
| Quédate Lejos          | 2015  | Primera Fila: Hecho Realidad (deluxe) | Ashley Grace Pérez, Hanna Nicole Pérez, Pablo Preciado               |
| Qué Hago Yo?           | 2005  | Mundos Opuestos                       | Soraya                                                               |
| Qué Me Faltó?          | 2017  | 30 de Febrero                         | Ashley Grace Pérez, Hanna Nicole Pérez, José Luis Ortega             |

## S
| Titre              | Année | Parution                     | Auteur(s)                                                         |
| ------------------ | ----- | ---------------------------- | ----------------------------------------------------------------- |
| Sé Que Te Vas      | 2014  | Primera Fila: Hecho Realidad | Ashley Grace Pérez, Hanna Nicole Pérez, Pablo Preciado            |
| Si Pruebas una Vez | 2003  | Ha*Ash                       | Ángela Dávalos, J.L. Querubin                                     |
| Si Tú No Vuelves   | 2019  | En Vivo                      | Miguel Bosé, Massimo Grilli                                       |
| Si Tú Quieres Ser  | 2005  | Mundos Opuestos              | Ashley Grace Pérez, Hanna Nicole Pérez, Áureo Baqueiro            |
| Solo una Vez       | 2011  | A Tiempo                     | Jorge Ballesteros, Britti Alessandro                              |
| Soy Mujer          | 2003  | Ha*Ash                       | Áureo Baqueiro                                                    |
| Superficial        | 2003  | Ha*Ash                       | Ashley Grace Pérez, Hanna Nicole Pérez, Áureo Baqueiro, Ana Vélez |

## T
| Titre                    | Année | Parution                     | Auteur(s)                                                              |
| ------------------------ | ----- | ---------------------------- | ---------------------------------------------------------------------- |
| Te Amo Más Que Ayer      | 2011  | A Tiempo                     | Ashley Grace Pérez, Hanna Nicole Pérez, Yoel Henríquez, Mauricio Gasca |
| Te Dejo en Libertad      | 2014  | Primera Fila: Hecho Realidad | Ashley Grace Pérez, Hanna Nicole Pérez, José Luis Ortega               |
| Te Dejo                  | 2008  | Habitación Doble             | Gian Marco                                                             |
| Te Quedaste              | 2003  | Ha*Ash                       | Áureo Baqueiro, Leonel García                                          |
| The Unforgiven           | 2021  | The Metallica Black List     | James Hetfield, Lars Ulrich, Kirk Hammett                              |
| Todo No Fue Suficiente   | 2011  | A Tiempo                     | Ashley Grace Pérez, Hanna Nicole Pérez, Yoel Henríquez                 |
| Tu Mirada en Mi          | 2005  | Mundos Opuestos              | Ashley Grace Pérez, Hanna Nicole Pérez, Áureo Baqueiro, Gian Marco     |
| Tú y Yo Volvemos al Amor | 2008  | Habitación Doble             | Cristóbal Sánsano                                                      |

## U
| Titre        | Année | Parution | Auteur(s)                                              |
| ------------ | ----- | -------- | ------------------------------------------------------ |
| Un Amigo Así | 2003  | –        | Ashley Grace Pérez, Hanna Nicole Pérez                 |
| Un Beso Tuyo | 2011  | A Tiempo | Ashley Grace Pérez, Hanna Nicole Pérez, Áureo Baqueiro |

## V
| Titre                 | Année | Parution         | Auteur(s)                               |
| --------------------- | ----- | ---------------- | --------------------------------------- |
| Vamos a Llamarlo Amor | 2008  | Habitación Doble | Áureo Baqueiro, Salvador Rizo           |
| Vaquera               | 2005  | Mundos Opuestos  | Patsy Montana                           |
| Vencer el pasado      | 2021  | –                | Mauricio Arriaga, Jorge Eduardo Murguía |

## Y
| Titre | Année | Parution        | Auteur(s)      |
| ----- | ----- | --------------- | -------------- |
| Ya No | 2005  | Mundos Opuestos | Áureo Baqueiro |

## 0-9
| Titre         | Année | Parution      | Auteur(s)                                                                                 |
| ------------- | ----- | ------------- | ----------------------------------------------------------------------------------------- |
| 30 de Febrero | 2017  | 30 de Febrero | Ashley Grace Pérez, Hanna Nicole Pérez, Rafael Vergara, Abraham Mateo, Santiago Hernández |
| 100 Años      | 2017  | 30 de Febrero | Ashley Grace Pérez, Hanna Nicole Pérez, Erika Ender, Geoffrey Royce Rojas, Andy Clay      |

- Haut – A
- B
- C
- D
- E
- F
- G
- H
- I
- J
- K
- L
- M
- N
- O
- P
- Q
- R
- S
- T
- U
- V
- W
- X
- Y
- Z
- 0-9